# Batalion Francuski
Batalion Francuski (fr. Bataillon français de l'ONU, ang. French Batallion) – oddział wojskowy francuskiej armii służący podczas wojny koreańskiej w latach 1950–1953.
Po zaatakowaniu Republiki Korei przez komunistyczną Koreańską Republikę Ludowo-Demokratyczną 25 czerwca 1950 roku, do Korei Południowej przybyły wielonarodowe wojska ONZ pod egidą USA. Batalion Francuski pod dowództwem weterana I wojny światowej i II wojny światowej ppłk. Ralpha Monclara przybył do Pusan 29 listopada 1950 roku. Liczył około 1 tys. ludzi. Składał się z trzech kompanii strzeleckich i kompanii pancernej. Francuscy żołnierze byli ochotnikami z Legii Cudzoziemskiej. Po przeszkoleniu wojskowym w rejonie Taegu batalion został przydzielony do amerykańskiego 23 Pułku Piechoty 2 Dywizji Piechoty jako 4 Batalion. 
W styczniu 1951 roku uczestniczył w bitwie pod Wonju, gdzie atakiem na bagnety powstrzymał atak chińskich oddziałów. Na początku lutego tego roku Francuzi uczestniczyli w bitwie o podwójne tunele, a następnie bitwie pod Jipyeong-ri. Przez 3 dni bronili się przed natarciem czterech dywizji chińskich, dzięki czemu wojska amerykańskie mogły przeprowadzić kontrofensywę. Następnie batalion walczył o wzgórze 1037 na wschód od Seulu, tracąc 40 zabitych i 200 rannych. Wiosną w rejonie Hwacheon-gun przekroczył 38 równoleżnik. Zniszczył nieprzyjacielski pluton saperski. Jesienią wziął udział w bitwie pod Heartbreak Ridge. 
Jesienią 1952 r. Francuzi prowadzili walki pozycyjne w rejonie Ch'ŏngwŏn-gun, powstrzymując ofensywę wojsk północnokoreańsko-chińskich na Seul, tracąc 47 zabitych i 144 rannych. Zimą i wiosną 1953 r. ponownie bronili pozycji w okolicy Seulu. Pod koniec października tego roku wyjechali z Korei. Łączne straty wyniosły 237 zabitych, 1350 rannych i 7 zaginionych. Batalion został następnie wysłany do Wietnamu do walki przeciwko komunistycznym powstańcom. W listopadzie znalazł się w Sajgonie. Został rozbudowany do wielkości pułku w składzie dwóch batalionów piechoty (Régiment de Corée). Wszedł w skład Grupy Mobilnej 100 (GM 100). W wyniku ciężkich walk z Việt Minhem stracił ok. 450 zabitych. Po ogłoszeniu rozejmu rozwiązano go pod koniec lipca 1954 roku. W połowie lipca 1955 r. został reaktywowany jako batalion piechoty (Bataillon de Corée). W poł. sierpnia tego roku przybył do Algieru. Do końca 1962 roku walczył z algierskimi powstańcami, tracąc 48 zabitych, po czym ponownie został rozwiązany w obozie Sissonne.